# Третьяков, Григорий Михайлович
Григорий Михайлович Третьяков (20 октября 1901, Санкт-Петербург — 22 октября 1976, Москва) — советский учёный в области артиллерии, генерал-лейтенант инженерно-технической службы (1959), член-корреспондент Академии артиллерийских наук (14.04.1947), заслуженный деятель науки и техники РСФСР, лауреат Сталинской премии (1952), доктор технических наук, профессор (1959).

## Биография

Могила Третьякова на Преображенском кладбище Москвы.

Григорий Михайлович Третьяков родился 20 октября 1901 года в Санкт-Петербурге. В апреле-октябре 1918 г. работал конторщиком в частной торговой фирме в Петрограде. С октября 1918 г. учился в школе 2-й ступени. В Красной армии с мая 1919 г.: курсант Технических артиллерийских курсов в Петрограде (в сентябре 1920 переименованы в Петроградскую техническую артиллерийскую школу). В мае-июне, октябре-ноябре 1919 г., октябре 1920 — феврале 1921 г. в составе курсантских частей принимал участие в боях на Северо-западном и Южном фронтах, а также в подавлении банд Махно на Украине. С сентября 1925 г. — младший артиллерийский техник отдельной конно-гаубичной батареи (в октябре 1926 переформирована в дивизион) 3-го Кавалерийского корпуса в г. Минске. С октября 1927 г. — старший артиллерийский техник 7-го конно-артиллерийского дивизиона 7-й кавалерийской дивизии. С октября 1928 г. — начальник боевого питания 37-го отдельного конно-артиллерийского дивизиона в г. Минске.
С июня 1930 г. — слушатель Военно-технической академии РККА им. Ф. Э. Дзержинского. С ноября 1934 г. — в Артиллерийской академии им. Ф. Э. Дзержинского: адъюнкт; с мая 1936 г. — преподаватель специально-технического цикла (по кафедре боеприпасов). В 1935—1938 гг. работал по совместительству инженером-конструктором в ЦКБ-22 под руководством выдающегося конструктора взрывателей артиллерийских снарядов В. И. Рдултовского. С января 1938 г. — старший преподаватель кафедры боеприпасов; с августа 1943 г. — начальник кафедры проектирования боеприпасов; с февраля 1946 г. — начальник кафедры боеприпасов Артиллерийской академии им. Ф. Э. Дзержинского. С декабря 1946 г. — начальник факультета боеприпасов, одновременно с июля 1947 г. — по совместительству начальник кафедры боеприпасов; с февраля 1952 г. — начальник факультета реактивного вооружения. С января 1953 г. — заместитель начальника Военной артиллерийской академии им. Ф. Э. Дзержинского по научной и учебной работе. С сентября 1957 г. — первый заместитель начальника академии — заместитель начальника Военной артиллерийской академии им. Ф. Э. Дзержинского по научной и учебной работе. С декабря 1962 г. — научный консультант Военной артиллерийской академии им. Ф. Э. Дзержинского. С сентября 1968 г. — в отставке. После этого продолжал работать в академии в должности старшего научного сотрудника.
Крупный ученый по проектированию боеприпасов и взрывателей. Автор более 100 научных трудов (монографии, учебники, учебные пособия, отчеты НИР, научные статьи и рецензии). Основоположник научных основ проектирования электрических трубок и взрывателей. Диссертацию на соискание ученой степени кандидат технических наук защитил в 1937 г. по теме: «Основы теории проектирования электрических трубок и взрывателей». Автор руководств по немецким боеприпасам в годы Великой Отечественной войны. Вложил огромный труд и знания для становления академии им. Ф. Э. Дзержинского как главной кузницы подготовки военных кадров для Ракетных войск, развитию и совершенствованию учебного процесса, методическому совершенствованию преподавания новых дисциплин и научно-исследовательской работы.
Умер 22 октября 1976 года, похоронен на Преображенском кладбище Москвы.

## Награды
- орден Ленина (21.02.1945)[3]
- два ордена Красного Знамени (03.11.1944[3], 15.11.1950[3])
- орден Отечественной войны II степени (17.11.1945)
- орден Красной Звезды (22.02.1968)
- орден «Знак Почета» (22.02.1938)
  - медали в том числе:
  - «XX лет Рабоче-Крестьянской Красной Армии» (1938)
  - «За оборону Москвы» (1944)
  - «За победу над Германией в Великой Отечественной войне 1941—1945 гг.» (1945)

## Труды
- Основы теории проектирования электрических трубок и взрывателей. М.: Арт. академия, 1939.410 с.;
- Боеприпасы артиллерии. М.: Воениздат, 1940. 352 с.;
- Курс артиллерии: Учебник (раздел V. «Боеприпасы»). М.: Воениздат, 1941;
- Боеприпасы германской артиллерии. Артакадемия, 1941. 47 с.;
- Краткое руководство по применению и комплектации германских боеприпасов. М.: Арт. академия, 1942. 67 с.; Изд. 2-е. М.: Арт. академия, 1942.107 с.;
- Окраска, маркировка и клеймение боеприпасов германской артиллерии. Артакадемия, 1942. 95 с. (соавтор Клюев А. И.);
- Справочник командира наземной артиллерии. Отдел второй. Боеприпасы наземной артиллерии. Артакадемия, 1942.123 с.;
- Справочник командира батареи артиллерии Резерва главного командования. Сведения о боеприпасах. Артакадемия, 1942. 84 с.;
- 75-мм германское легкое пехотное орудие «18». Артакадемия, 1942.75 с. (соавтор Ларман Э. К.); 2-е изд. Артакадемия, 1942.80 с. (соавтор Ларман Э. К.);
- Химические и осколочно-химические снаряды германской артиллерии. Артакадемия, 1942. 30 с.;
- Боеприпасы артиллерии. 2-е изд. М.: Воениздат, 1947.536 с. (Харбин, 1955, на китайском языке);
- Основы проектирования взрывателей к пороховым реактивным снарядам. М.: Воениздат, 1952;
- Курс артиллерии. Том II. Боеприпасы, пороха и взрывчатые вещества. М.: Оборонгиз, 1952 (соавторы: Шехтер Б. И., Сиротинский В. Ф.);
- Иван Филимонович Сакриер. Кишинев: «Штиинца», 1975.68 с. (соавтор Шаталов А. С.);
- Исторический очерк развития трубок и взрывателей артиллерии // Известия Артиллерийской академии. 1940. Юбилейный выпуск к 550-летию артиллерии;
- Упрощенный способ расчета механизмов трубок и взрывателей // Известия Артиллерийской академии. 1940. Т. XXX; Боеприпасы японской артиллерии // Артиллерийский журнал. 1940. № 11. С. 74-86;
- Боеприпасы японской артиллерии // Известия Артиллерийской академии. 1947. Т. XXXVII;
- Конденсаторные взрыватели // Известия Артиллерийской академии. 1947. Т. L.